# Rozłam chińsko-albański
Rozłam chińsko-albański (alb. Ndarja Kino-Shqiptare, chiń. 中阿分裂) – stopniowy proces pogorszenia stosunków dyplomatycznych między Albańską Republiką Ludową (po 1976 Albańską Socjalistyczną Republiką Ludową) a Chińską Republiką Ludową, który miał miejsce w latach 1972–1978.

## Tło wydarzeń

Spotkanie Mao Zedonga z Enverem Hodżą (1956)

We wrześniu 1956 roku Enver Hodża stanął na czele delegacji Komitetu Centralnego Albańskiej Partii Pracy na VIII Kongresie Narodowym Komunistycznej Partii Chin. Po latach opisał swoje wrażenia:

Z sympatią śledziliśmy sprawiedliwą wojnę braterskiego narodu chińskiego przeciwko japońskim faszystom i agresorom, reakcję Czang Kaj-szeka i ingerencję amerykańską. Wiedzieliśmy też, że na czele Komunistycznej Partii Chin stał Mao Zedong, o którym, jak również o partii, której przewodził, nie mieliśmy żadnych informacji poza tym, co słyszeliśmy od radzieckich towarzyszy. Zarówno w tym okresie, jak i po 1949 roku nie mieliśmy okazji przeczytać żadnego dzieła ani pisma Mao Zedonga, o którym mówiono, że jest filozofem i autorem całej serii dzieł. Z serdeczną radością przyjęliśmy do wiadomości zwycięstwo w dniu 1 października 1949 roku i byliśmy jednymi z pierwszych krajów, które uznały nowe państwo chińskie i nawiązały z nim braterskie stosunki. Chociaż otworzyły się nowe możliwości i drogi do częstszych i bliższych kontaktów oraz więzi między naszymi krajami, to więzi te pozostały na poziomie stosunków przyjacielskich, kulturowych i handlowych, wysłania jakiejś drugorzędnej delegacji, wzajemnego wsparcia w zależności od okazji poprzez publiczne przemówienia i oświadczenia, wymianę telegramów z okazji uroczystości i rocznic, i prawie nic więcej.

Wygłoszony w lutym 1956 roku tajny referat Nikity Chruszczowa postawił radzieckie władze w sprzeczności z Enverem Hodżą, sama Albańska Partia Pracy wyraziła sprzeciw wobec tegoż referatu. 13 września 1956 roku Enver Hodża spotkał się z Mao Zedongiem, ten zapytał albańskiego przywódcę na temat stosunków jugosłowiańsko-albańskich oraz opinii ludności albańskiej na temat Józefa Stalina; Hodża odpowiedział, relacje Jugosławii i Albanii są chłodne, a w kwestii Stalina stwierdził, że partia oficjalnie uważa go za przywódcę o wybitnych, wszechstronnych zasługach, lojalnego ucznia Lenina oraz jego kontynuatora. Mao z kolei uznał decyzję o wydaleniu Jugosławii z Kominformu w 1948 roku za błędną, przedstawił również błędy Stalina w kwestii polityki względem Chin. Hodża również opisał swoje wrażenia w tej kwestii:

Nasze wrażenia z tego spotkania nie były takie, jakich się spodziewaliśmy. Byliśmy szczególnie rozczarowani rzeczami, które usłyszeliśmy z ust Mao o Biurze Informacyjnym, Stalinie i kwestii jugosłowiańskiej. Byliśmy jednak jeszcze bardziej zaskoczeni i zaniepokojeni obradami VIII Zjazdu. Cały program tego zjazdu opierał się na tezach XX Zjazdu Komunistycznej Partii Związku Radzieckiego, w istocie w pewnych kierunkach tezy Chruszczowa posunięto dalej. Z innych rzeczy, w raportach, które Liu Shaoqi, Deng Xiaoping i Zhou Enlai przedstawili jeden po drugim na VIII Kongresie; bronili i dalej pogłębiali stałą linię Komunistycznej Partii Chin na rzecz szerokiej współpracy z burżuazją i kułactwem: „argumentował” na rzecz wielkich błogosławieństw, jakie przyniesie „socjalizmowi” dobre traktowanie kapitalistów, kupców i burżuazyjnych intelektualistów oraz umieszczanie ich na wysokich kierowniczych stanowiskach, energicznie propagował konieczność współpracy między klasą robotniczą a narodową burżuazją oraz między partią komunistyczną a innymi demokratycznymi partiami nacjonalistycznymi w warunkach socjalizmu itd. W rzeczywistości „sto kwiatów” i „sto szkół” Mao Zedonga stanowiły chiński wariant burżuazyjno-rewizjonistycznej teorii i praktyki o „swobodnym przepływie idei i ludzi”, o współistnieniu mieszanki ideologii, trendów, szkół i koterii w socjalizmie.

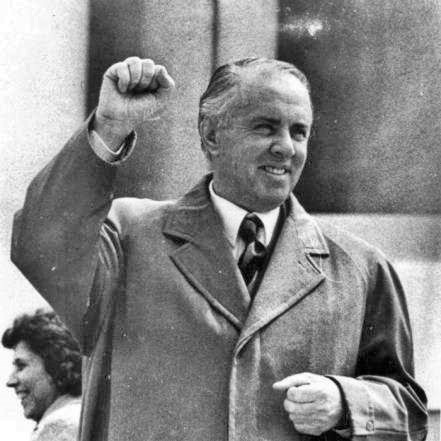
Enver Hodża (1971)

W 1957 roku Mao Zedong wziął udział w Międzynarodowej Konferencji Partii Komunistycznych i Robotniczych, podczas której miał chwalić Józefa Stalina; potępił natomiast antypartyjną grupę Malenkowa, Kaganowicza, Mołotowa, Bułganina i Szepiłowa. Miał także ubolewać, że Jugosławia odmówiła wzięcia udziału w tejże konferencji; widział również korzyści w podejmowaniu rozmów z osobami zgodnymi z marksizmem nawet częściowo.
Stanowisko Chin w kwestiach międzynarodowych zaczęło zmieniać się w wyniku pogłębiających się sprzeczności ze Związkiem Radzieckim i niepowodzenia kampanii stu kwiatów. W 1957 roku Chiny postanowiły przeciwstawić się radzieckiej dominacji w bloku państw komunistycznych, a w 1960 roku otwarcie tego dokonały, co doprowadziło do rozłamu radziecko-chińskiego. W tym czasie Albańska Partia Pracy była jedyną partią komunistyczną w bloku wschodnim, która potępiła destalinizację i rewizjonistyczną politykę Nikity Chruszczowa; na daną postawę wpływ miało polepszenie relacji radziecko-jugosłowiańskich, a albański przywódca Enver Hodża obawiał się utraty własnych wpływów na rzecz Jugosławii. Albańska Republika Ludowa znalazła się w ideologicznym porozumieniu z Chińską Republiką Ludową, gdyż władze chińskie krytykowały radzieckiego przywódcę Nikitę Chruszczowa za jego zbliżenie z Josipem Brozem Tito oraz tolerancję jugosłowiańskiego rewizjonizmu, którą zarówno Chiny, jak i Albania uważały za zagrożenie dla całego bloku komunistycznego; mimo to konflikt polityczny ZSRR z Chinami rozpoczął się jeszcze podczas władzy Józefa Stalina, jednak różnice polityczne między oboma krajami pojawiły się w połowie lat 50., zbiegło się to z pogorszeniem stosunków radziecko-albańskich. Chiny uznały Albanię za użyteczną z powodu jej wrogości do postrzeganego przez nią radzieckiego rewizjonizmu, a albańskie artykuły na ten temat były przedrukowywane w chińskich czasopismach.

## Lata 60.

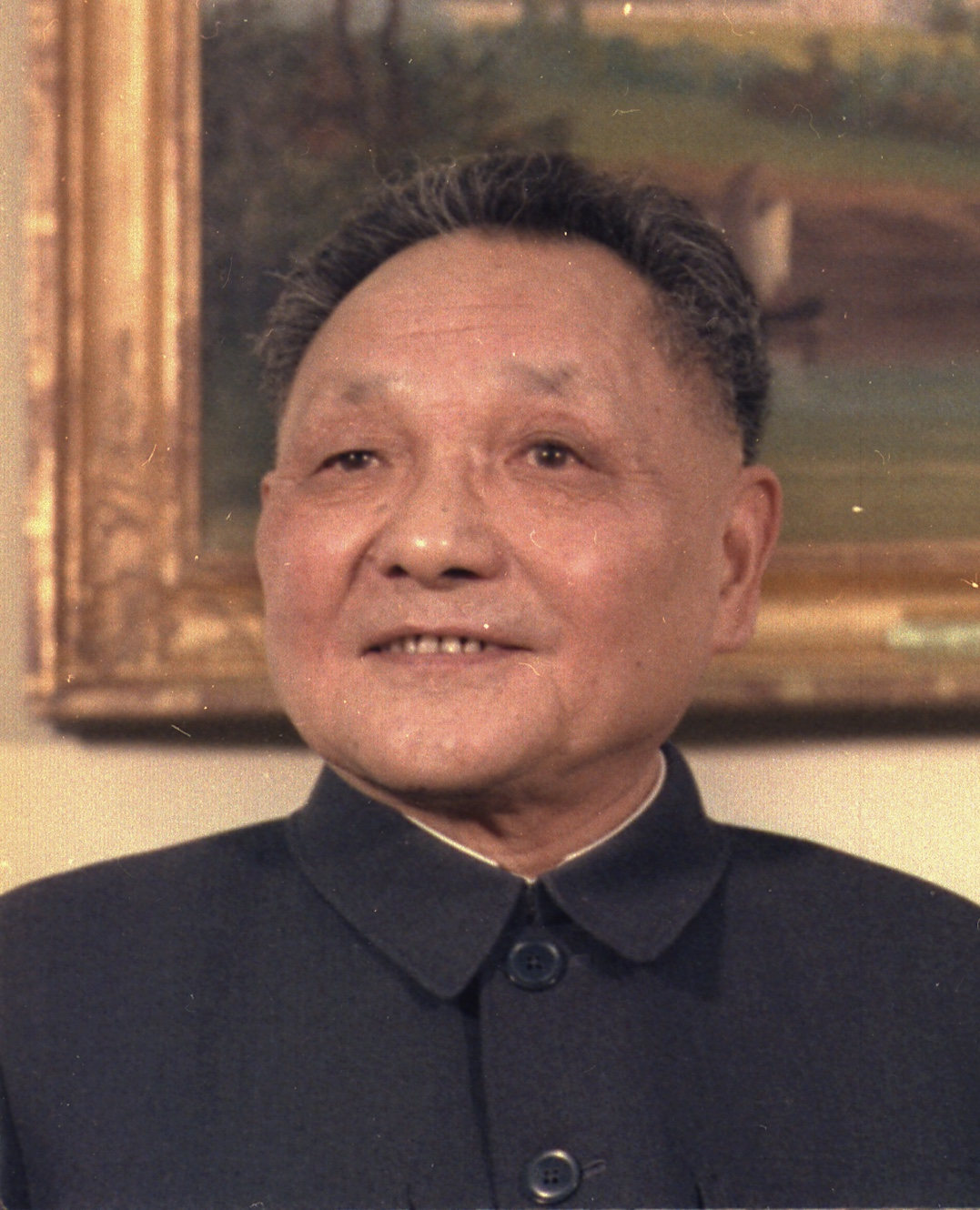
Deng Xiaoping (1979)

W listopadzie 1960 roku odbyła się II Międzynarodowa Konferencja Partii Komunistycznych i Robotniczych, a przygotowania do niej czyniono już miesiąc wcześniej. W tejże konferencji udział wzięły delegacja albańska na czele z Hysnim Kapo oraz chińska na czele z Dengiem Xiaopingiem, obie były jednak ze sobą w sprzeczności; w swoim przemówieniu Kapo skrytykował postawę Związku Radzieckiego podczas odbywającej się 21 czerwca 1960 roku konferencji w Bukareszcie (radziecki przywódca Nikita Chruszczow miał zachęcać Grecję do wysuwania roszczeń do południowej Albanii) oraz ataki w stronę delegacji chińskiej, Deng natomiast stwierdził, że nie będzie poruszać wszystkich kwestii. Hysni Kapo oraz inny członek albańskiej delegacji Ramiz Alia nie podzielali chińskiego stanowiska, a I Sekretarz Albańskiej Partii Pracy Enver Hodża, który również wziął udział w delegacji, potępił działania radzieckiego przywódcy Nikity Chruszczowa.

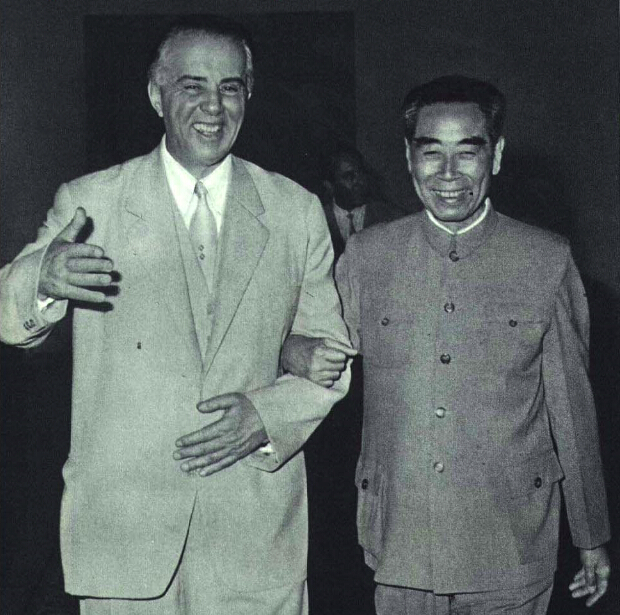
Enver Hodża i Zhou Enlai (1966)

Zarówno Albania, jak i Chiny uważały, że Związek Radziecki zdradził marksizm-leninizm i działał na rzecz odnowienia kapitalizmu; władze albańskie uznały Chińską Republikę Ludową za centrum rozwoju nowego i prawdziwego ruchu marksistowsko-leninowskiego. W 1964 chiński premier Zhou Enlai odwiedził Albanię i podpisał wspólne oświadczenie, w którym między innymi stwierdzono, że stosunki między krajami socjalistycznymi, bez względu na ich powierzchnię i rozwój gospodarczy, muszą opierać się na zasadach całkowitej równości, a niedopuszczalnym jest narzucanie własnej woli innym krajom lub podważanie niepodległości, suwerenności i interesów państw socjalistycznych. Albańska delegacja jako jedyna spośród delegacji europejskich zajęła pro-chińskie stanowisko. Związek Radziecki zorganizował kampanię mającą na celu obalenie Envera Hodży oraz Mehmeta Shehu, a radziecka ambasada w Tiranie otwarcie zachęcała pro-radziecką frakcję Albańskiej Partii Pracy do sprzeciwu wobec pro-chińskiej stanowisku partii. Pięciu pro-radzieckich członków partii rządzącej zostało straconych z powodu próby obalenia albańskich władz.
W październiku 1961 roku nie zaproszono albańskiej delegacji na XXII Zjazd KPZR, a dwa miesiące później Związek Radziecki przestał oferować Albanii pomoc gospodarczą  oraz zerwał z nią stosunki dyplomatyczne, inne państwa bloku wschodniego je zachowały. Wycofał również z Albanii wszystkich swoich doradców ekonomicznych i techników oraz kontynuował demontaż swoich instalacji morskich na wyspie Sazan; proces ten rozpoczął się jeszcze przed zerwaniem relacji. Opustoszały już budynek radzieckiej ambasady został przejęty przez Albanię w 1964 roku.
Chińska Republika Ludowa zrekompensowała Albanii utratę sowieckiego wsparcia gospodarczego poprzez dostarczenie około 90% części zamiennych, żywności oraz innych towarów obiecanych przez Związek Radziecki, a pożyczki były oferowane na korzystniejszych warunkach niż wcześniej; w zamian Albania pełniła funkcję głównego rzecznika Chin w Organizacji Narodów Zjednoczonych. Eksportowane do Albanii chińskie towary były niższej jakości niż radzieckie, a chińscy specjaliści otrzymywali niskie wynagrodzenie na poziomie albańskich robotników; ze względu na barierę językową, chińscy i albańscy technicy byli zmuszeni do komunikacji między sobą w języku rosyjskim. Albańska Republika Ludowa nie uczestniczyła już w działaniach Układu Warszawskiego ani w porozumieniach Rady Wzajemnej Pomocy Gospodarczej.
Jednym z wczesnych nieporozumień między Chinami a Albanią była kwestia charakteru władz radzieckich i polemiki z nimi. W lipcu 1963 roku Hodża zapisał w swoim dzienniku, że Chińczycy mówią dziś o Chruszczowie to samo, co Chruszczow mówił o Tito wczoraj. Chińskie władze niechętnie angażowały się w publiczne rozmowy z władzami radzieckimi w latach 1961–1963, podkreślając potrzebę jednolitego frontu przeciwko Stanom Zjednoczonym i związku z tym prosząc Albanię o złagodzenie własnej polemiki oraz o przywrócenie stosunków dyplomatycznych ze Związkiem Radzieckim; władze albańskie poczuły się urażone takowymi poglądami.
W sierpniu 1964 roku Enver Hodża zanotował:

Zhou Enlai wysuwa wraz z Rumunami roszczenia terytorialne przeciwko Związkowi Radzieckiemu. Oskarża Związek Radziecki o zajęcie terytoriów chińskich, japońskich, polskich, niemieckich, czeskich, rumuńskich, fińskich i innych. Z drugiej strony Zhou Enlai mówi Rumunom, że dobrze robią, domagając się terytoriów, które odebrał im Związek Radziecki. Nie są to stanowiska marksistowsko-leninowskie, lecz narodowo-szowinistyczne. Bez względu na to, czy popełniono błędy, czy nie, podnoszenie tych kwestii teraz, kiedy przede wszystkim mamy do czynienia z ideologiczną walką z nowoczesnym rewizjonizmem, oznacza nie walkę z Chruszczowem, lecz wręcz przeciwnie, wspieranie go w jego szowinistycznym kursie.

We wrześniu 1964 roku Komitet Centralny Albańskiej Partii Pracy wysłał list do Komitetu Centralnego Komunistycznej Partii Chin w kwestii chińsko-radzieckiego sporu granicznego; wiadomość jednak została pozostawiona bez odpowiedzi.
Wraz z odsunięciem Nikity Chruszczowa od władzy i przejęciem jej przez Leonida Breżniewa, w październiku 1964 roku Chiny wezwały Albańską Partię Pracy do wsparcia nowych władz w walce przeciwko imperializmowi. Władze albańskie uważały jednak, że przejęcie władzy przez Breżniewa oznaczało jedynie kontynuację polityki Chruszczowa; w liście do Komitetu Centralnego Komunistycznej Partii Chin Albańska Partia Pracy wzywała do kontynuacji polemiki z radzieckim przywództwem, podczas gdy Chiny starały się skłonić Albanię do wspólnego wysłania delegacji do Moskwy; na czele chińskiej delegacji stanął Zhou Enlai. Według Envera Hodży, Zhou miał w Moskwie ponieść dyplomatyczną porażkę, a Chiny przyznały się do popełnienia błędu składając oficjalną wizytę w Związku Radzieckim oraz proponując to samo Albańskiej Republice Ludowej. Mimo sporów, strona albańska otwarcie wspierała chińską na arenie międzynarodowej.
W październiku 1966 roku Enver Hodża wygłosił przemówienie na plenum Komitetu Centralnego Albańskiej Partii Pracy, podczas którego o polityce wewnętrznej Chin wypowiedział się następująco:

Zostaliśmy poinformowani o ostatnich wydarzeniach w Chinach i obserwowaliśmy je za pośrednictwem chińskiej prasy i Xinhua. Komunistyczna Partia Chin i jej Komitet Centralny nie przekazały naszej partii ani jej Komitetowi Centralnemu żadnych specjalnych koleżeńskich informacji. Uważamy, że jako partia tak blisko związana z naszą, powinna była nas lepiej informować w sposób internacjonalistyczny, zwłaszcza w tych ostatnich miesiącach.

Hodża przeanalizował wydarzenia w Chinach; skrytykował między innymi fakt, że Komunistyczna Partia Chin nie odbyła żadnego kongresu od dziesięciu lat i że od czterech lat nie zwoływano plenum Komitetu Centralnego, co nie miało miejsca w innych partiach o charakterze marksistowsko-leninowskich. Według niego, kult Mao Zedonga „został podniesiony do nieba w obrzydliwy i sztuczny sposób”; dodał również, że zapoznając się z celami chińskiego przywódcy, ma się wrażenie, że wszystko, co jest stare w kulturze chińskiej i światowej, powinno zostać odrzucone bez dyskusji i powinna zostać stworzona nowa kultura, która jest nazywana proletariacką.
Po rozpoczęciu rewolucji kulturalnej w Chinach, w Albanii rozpoczęto rewolucję ideologiczną i kulturalną; ta, w odróżnieniu od chińskiej, była przedstawiana jako kontynuację polityki podejmowanej przez Albanię od czasu przejęcia władzy przez Envera Hodżę; albańska rewolucja różniła się od chińskiej tym, że albańska armia nie odegrała znaczącej roli, nie było albańskiego odpowiednika Czerwonej Gwardii ani nie było napływów zwolenników rewolucji z prowincji do stolicy.
Inną różnicą między polityką zagraniczną Albanii i Chin był sposób traktowania antyrewizjonistycznych partii europejskich i pozaeuropejskich; te popierały stanowisko obu państw w stosunku do Związku Radzieckiego. Chiny jednak unikały międzynarodowych spotkań z obawy przed alienacją partii uważanych przez nie za neutralne, jak Koreańska Partia Pracy oraz Komunistyczna Partia Wietnamu. Odmienną postawę reprezentowała Albania, która popierała międzynarodowe spotkania antyrewizjonistycznych partii, sam Enver Hodża skrytykował Komunistyczną Partię Chin z powodu jej dążenia do akceptacji kultu Mao Zedonga oraz jego polityki wewnętrznej przez ruch marksistowsko-leninowski.
20 sierpnia 1968 r., po inwazji Układu Warszawskiego na Czechosłowację, Chiny wydały oświadczenie skierowane do Albanii, potwierdzające wsparcie zbrojne w przypadku agresji. Pod koniec lat 60. krążyły pogłoski o zamiarze zainstalowania przez Chiny rakiet na terytorium Albanii .
Po inwazji Układu Warszawskiego na Czechosłowację w 1968 roku, Chiny skierowały do Albanii oświadczenie gwarantujące wsparcie zbrojne w przypadku agresji na ten kraj . Mimo to, chiński premier Zhou Enlai uważał, że Albania, jako kraj o małej powierzchni i ludności, nie potrzebuje ciężkiego uzbrojenia ani nie jest w stanie obronić się przed agresją innych państw, dlatego powinna ona zawrzeć sojusz z Jugosławią oraz Rumunią. Zhou wystosował tę propozycję do przybyłej do Pekinu albańskiej delegacji w roku 1968 i w lipcu 1975; za każdym razem dana propozycja była odrzucana. W czerwcu 1971 roku rumuński przywódca Nicolae Ceaușescu złożył oficjalną wizytę w Pekinie; Mao Zedong miał powiedzieć do niego, że Rumunia powinna się zjednoczyć z Chinami w celu obalenia imperializmu. Hodża uważał, że przeciwko imperializmowi walczą nie państwa, a proletariat.

## Lata 70.
Po śmierci Lina Biao władze zaczęły szukać porozumienia ze Stanami Zjednoczonymi przeciwko Związku Radzieckiemu, który był przez Chiny postrzegany jako większe zagrożenie dla chińskich interesów. W lipcu 1971 roku Chiny odwiedził amerykański doradca ds. bezpieczeństwa narodowego Henry Kissinger, oficjalną wizytę zapowiedział również prezydent Richard Nixon, która odbyła się w lutym 1972 ; było to szokiem dla władz albańskich, a Enver Hodża zanotował w swoim dzienniku:

Gdy Amerykanie zabijali i bombardowali Wietnam i całe Indochiny, Chiny prowadziły tajne rozmowy z Amerykanami. Te haniebne, antymarksistowskie, niekoleżeńskie negocjacje odbywały się bez wiedzy Wietnamczyków, nie mówiąc już o nas. To było skandaliczne. To była zdrada Chińczyków wobec Wietnamczyków, wobec ich wojny, wobec nas, ich sojuszników i wszystkich innych przodujących narodów. To jest oburzające .

Komitet Centralny Albańskiej Partii Pracy wysłał list do Komitetu Centralnego Komunistycznej Partii Chin, w którym protestowano przeciwko wizycie Richarda Nixona w Chinach; list ten ponownie został pozostawiony bez odpowiedzi. Część treści wiadomośći brzmiała następująco:

Niezależnie od wyniku rozmów, sam fakt, że Nixon, znany jako zaciekły antykomunista, jako agresor i morderca narodów, jako przedstawiciel najczarniejszej amerykańskiej reakcji, ma być przyjmowany w Chinach, ma wiele minusów i przyniesie wiele negatywnych konsekwencji dla ruchu rewolucyjnego i naszej sprawy. Nie ma możliwości, aby wizyta Nixona w Chinach i rozmowy z nim nie mogły nie stworzyć szkodliwych złudzeń co do amerykańskiego imperializmu. Będzie to wywierać negatywny wpływ na opór i walkę samego narodu amerykańskiego z polityką i agresywną działalnością rządu Nixona, który skorzysta z okazji, by ponownie kandydować na prezydenta. Nietrudno jest zgadnąć, co zrobili włoscy robotnicy, którzy starli się z policją i zademonstrowali swoją odrazę do niedawnej wizyty Nixona we Włoszech; japońscy robotnicy, którzy nie pozwolili Eisenhowerowi nawet postawić stopy na swoim terytorium, oraz narody Ameryki Łacińskiej, które protestowały i powstały przeciwko Rockefellerom i wszystkim innym wysłannikom rządu waszyngtońskiego, pomyślą. Jedynie jugosłowiańscy titoiści i rumuńscy rewizjoniści powitali prezydenta Nixona w swoich stolicach kwiatami.

W roku 1971 i 1972 Chiny poinformowały Albanię, by ta w przyszłości spodziewała niższego poziomu aktywności gospodarczej z Chinami. W październiku 1971 roku Enver Hodża został poinformowany, że Chiny nie wyślą delegacji na VI Kongres Albańskiej Partii Pracy, który odbył się w następnym miesiącu; albański przywódca skrytykował chińską politykę zagraniczną.
W 1973 roku wartość obrotów towarowych handlu chińsko-albańskiego spadły z 167 mln USD (wartość z roku 1972) do 136 mln USD. Według Envera Hodży, stosunki partii rządzących Albanii i Chin były wówczas dla siebie jedynie formalnymi kontaktami dyplomatycznymi. W tym samym roku jeden z ważniejszych działaczy Komunistycznej Partii Chin Geng Biao poinformował Albanię, że jego kraj nie aprobuje tworzenia nowych partii marksistowsko-leninowskich oraz nie chce, by przedstawiciele tych partii składali wizytę w Chinach, jednak państwo nie może z tym nic zrobić.
W latach 1974–1975 dokonano w Albanii masowych aresztowań żołnierzy oraz ludzi związanych z gospodarką i kulturą; część z nich została stracona pod zarzutem planowania zamachu stanu, który by ustanowił nowy pro-zachodni rząd. W kwietniu 1974 roku szef chińskiej delegacji przy Organizacji Narodów Zjednoczonych Deng Xiaoping, ogłosił teorię trzech światów ; podczas przemówienia na Zgromadzenia Ogólnego ONZ opisał daną teorię, według której świat jest podzielony na trzy części:
- pierwsza – Stany Zjednoczone i Związek Radziecki,
- druga – państwa kapitalistyczne, między innymi Francja, Wielka Brytania, Niemcy Zachodnie i Japonia,
- trzecia – państwa afrykańskie, południowoamerykańskie i azjatyckie (w tym Chińska Republika Ludowa)[50][51].

Swoją reakcję Enver Hodża wyraził w następujący sposób:

Kiedy Chiny zajęły stanowisko proamerykańskie i antyradzieckie, polityka ta przejawiała się we wszystkich stosunkach międzynarodowych. Imperialistyczna Ameryka, faszyści Pinochet i Franco, Tito i Ceaușescu, renegaci i awanturnicy, niemieccy odwetowcy i włoscy faszyści to ich przyjaciele. Dla Chin ideologia nie ma żadnego znaczenia. Chińczycy wyobrażają sobie (nie da się inaczej zinterpretować ich działań), że cały świat myśli i jest przekonany, że Chiny są czerwone i rewolucyjne. Polityka prowadzona przez Chiny ma „rewolucyjny” cel: zjednoczenie trzeciego świata, drugiego świata i imperializmu amerykańskiego przeciwko radzieckim socjalimperialistom. A z ich działań wynika, że aby to osiągnąć cel, nie mogą zbytnio uwzględniać zasad. Bronimy teraz Stanów Zjednoczonych Ameryki – usprawiedliwiają się Chińczycy – ponieważ są słabsze od Związku Radzieckiego, ale przy tym musimy również pogłębić sprzeczności między Związkiem Radzieckim a Stanami Zjednoczonymi Ameryki. odchodząc od pryncypialnej marksistowsko-leninowskiej polityki klasowej, Chiny naturalnie muszą opierać się na politycznych koniunkturach, manewrach i intrygach reakcyjnych rządów.

Ze względu na odmowę przez Albanię poparcia teorii trzech światów oraz zbliżenie Chin ze Stanami Zjednoczonymi i inne działania, Chiny znacznie ograniczyły swoją pomoc gospodarczą i wojskową dla Albanii; wartość obrotów towarowych handlu chińsko-albańskiego spadły z 168 mln USD w 1975 roku do 116 mln USD w roku 1976.

## Kulminacja

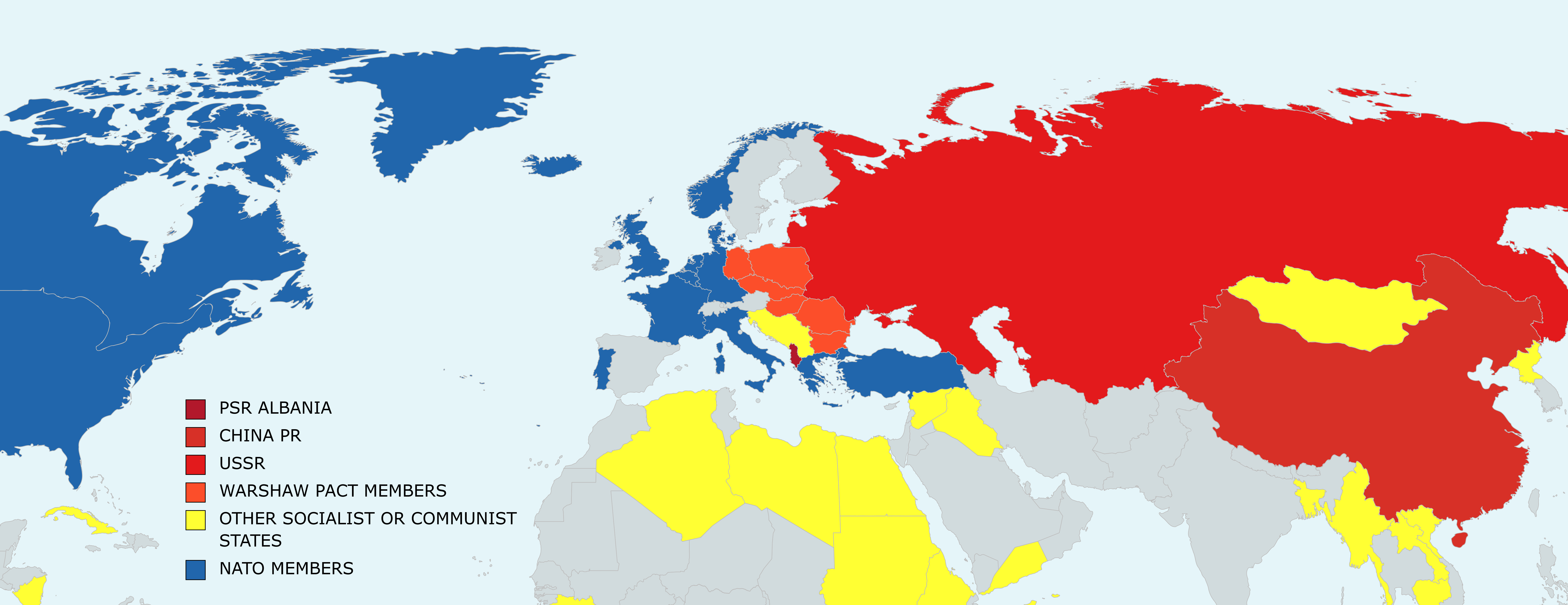
Sytuacja geopolityczna w 1975 roku

W styczniu 1976 roku w Albanii miały miejsce masowe aresztowania osób popierających Chińską Republiką Ludową; liczba aresztowanych była w tysiącach . We wrześniu 1976 roku zmarł chiński przywódca Mao Zedong, po czym miała miejsce walka o władze, zakończona zwycięstwem umiarkowanego Hua Guofenga oraz upadkiem tak zwanej bandy czworga; przyspieszyło to proces pogorszenia stosunków albańsko-chińskich .
Podczas odbywającego się w listopadzie 1976 roku VII Kongresu Albańskiej Partii Pracy, Enver Hodża wyraził swój sprzeciw wobec nowych chińskich władz; nie wspomniał nowego przywódcy Chin Hua Guofenga, za to otwarcie potępił Denga Xiaopinga oraz wezwał do spotkania partii marksistowsko-leninowskich . Potępił również Europejską Wspólnotę Gospodarczą oraz Pakt Północnoatlantycki, które według niego były przychylnie postrzegane przez Chińską Republikę Ludową jako organizacje stosujące strategię przeciwko Związkowi Radzieckiemu. W grudniu tegoż roku władze albańskie otrzymały chińską notę krytykujące przemówienie Hodży podczas kongresu swojej partii; ten w odpowiedzi wspomniał, że Albańska Partia Pracy jest niezależną partią marksistowsko-leninowską, formułującą własną linię na podstawie danej idei oraz analiz sytuacji wewnętrznej oraz zewnętrznej i przyjmującą krytykę innych partii marksistowsko-leninowskich. W liście do Chin wspomniał o braku odpowiedzi ze strony adresata, jednak i na ten list Chiny nie udzieliły odpowiedzi Albanii. W tym czasie Hodża zaczął analizować prace Mao Zedonga oraz historię Komunistycznej Partii Chin; jedną z przeanalizowanych prac było Dziesięć głównych relacji z 1956 roku. O tej pracy albański przywódca wypowiedział się następująco:

Celem Mao była pomoc nie Chruszczowowi, ale sobie, aby Chiny stały się głównym krajem. Chciał spotkań, chciał socjaldemokratycznych porozumień, ponieważ sam był socjaldemokratą, oportunistą, rewizjonistą. Ale Mao nie mógł postawić się rzekomemu radzieckiemu rewizjonizmowi ani polemizować, a widząc, że nie jest w stanie ustanowić swojej hegemonii, zmienił swoje stanowisko. Mao zajął nieco lepsze stanowisko antyradzieckie i tutaj wydawał się być zgodny bądź w zgodzie z nami w kwestii konsekwentnej walki z chruszczowskim rewizjonizmem. Ale nawet w tym czasie miał nadzieję na zbliżenie z chruszczowskimi rewizjonistami. Następnie od strategii walki na dwóch frontach zwrócił się w stronę Stanów Zjednoczonych Ameryki.
Mao Zedong oskarża Stalina o lewicowe awanturnictwo, o wywieranie wielkiego nacisku na Chiny i Komunistyczną Partię Chin. Spoglądając na wszystkie główne zasady rewizjonistycznej linii Mao Zedonga, w odniesieniu do wszystkich rzeczy, które podnosi przeciwko Stalinowi, możemy bez zastrzeżeń powiedzieć, że Stalin był naprawdę wielkim marksistą-leninistą, który trafnie przewidział, dokąd zmierzają Chiny, który dawno temu zdał sobie sprawę, jakie były poglądy Mao Zedonga i zobaczył, że w wielu aspektach były one titoistyczne i rewizjonistyczne, zarówno w kwestii polityki zagranicznej, jak i w kwestii polityki wewnętrznej, w kwestii walki klas, w kwestii dyktatury proletariatu, w kwestii pokojowego współistnienia państw o różnych systemach społecznych itp.

Wydanie Teorii i praktyki rewolucji w języku norweskim

W maju 1977 roku delegacja Ogólnochińskiego Zgromadzenia Przedstawicieli Ludowych odwiedziła Rumunię i Jugosławię, nie odwiedziła natomiast Albanii; Chińczycy określili ustrój Jugosławii jako socjalistyczny oraz poparli Ruch Państw Niezaangażowanych, a w sierpniu tegoż roku do Pekinu został zaproszony przywódca Jugosławii Josip Broz Tito. W lipcu tegoż roku jugosłowiańskie źródła dyplomatyczne poinformowały, że władze albańskie wydaliły z kraju chińskich specjalistów i sprowadziły albańskich studentów, którzy przebywali w Chinach. 7 lipca tegoż roku dziennik Zëri i Popullit opublikował pod tytułem Teoria i praktyka rewolucji (alb. Teoria dhe praktika e revolucionit) , co interpretowano jako bezpośredni atak wobec Chińskiej Republiki Ludowej. Część treści artykułu brzmi następująco:

Marksiści-leniniści nie mieszają żarliwych aspiracji i pragnień wyzwoleńczych oraz rewolucyjnych, socjalistycznych narodów i proletariatu krajów tak zwanego trzeciego świata z celami i polityką uciskającej burżuazji kompradorów tych krajów. Mówienie ogólnie o tak zwanym trzecim świecie jako głównej sile walki z imperializmem oznacza rażące odejście od nauk marksizmu-leninizmu i głoszenie poglądów typowo oportunistycznych według teorii trzech światów, narodom tych krajów nie wolno walczyć na przykład z krwawymi faszystowskimi dyktaturami Geisela w Brazylii i Pinocheta w Chile, Suharto w Indonezji, szacha Iranu czy króla Jordanii itp., ponieważ rzekomo są częścią „rewolucyjnej siły napędowej, która napędza koło historii świata do przodu”. Przeciwnie, zgodnie z tą teorią narody i rewolucjoniści powinni zjednoczyć się wraz z reakcyjnymi siłami i reżimami trzeciego świata, i wspierać ich, innymi słowy, zrezygnować z rewolucji.
Zwolennicy teorii trzech światów twierdzą, że daje ona ogromne możliwości wykorzystania sprzeczności międzyimperialistycznych. Sprzeczności w obozie wroga należy wykorzystać, ale w jaki sposób i w jakim celu? Absolutyzacja sprzeczności między imperializmem i niedocenianie podstawowej sprzeczności między rewolucją a kontrrewolucją stoją w całkowitej sprzeczności z naukami marksizmu-leninizmu.
Jest to teoria antyrewolucyjna, ponieważ głosi pokój społeczny, współpracę z burżuazją, a tym samym rezygnację z rewolucji, z proletariatu Europy, Japonii, Kanady itd., usprawiedliwia i wspiera neokolonializm oraz wykorzystując politykę imperialistycznych mocarstw drugiego świata, wzywa narody Azji, Afryki i Ameryki Łacińskiej, aby nie sprzeciwiały się tej polityce, rzekomo w imię walki z supermocarstwami.

Enver Hodża odniósł się do tego artykułu, pisząc:

Chińczycy nie uczynili najmniejszego wysiłku, aby obronić swoje osławione tezy o rewolucji, bo tak naprawdę nie było sposobu, w jaki mogliby ich obronić, ponieważ podział na trzy światy i włączenie Chin do „trzeciego świata” jest niczym innym jak próbą stłumienia rewolucji proletariackiej i poddania proletariatu jarzmu burżuazji kapitalistycznej krajów uprzemysłowionych i amerykańskiego imperializmu. Ta absurdalna antymarksistowska teoria rzekomo walczyła z radzieckim socjalimperializmem, który zagrażał amerykańskiemu imperializmowi, chińskiemu socjalimperializmowi i rozwiniętym krajom kapitalistycznym. Chińskie teorie, które mają swoje źródło w burżuazyjno-rewizjonistycznych poglądach Mao Zedonga, Zhou Enlaia, Denga Xiaopinga i Hua, w ogóle nie biorą pod uwagę ludów i rewolucji.

Chiny tymczasowo ożywiły swoje zainteresowanie partiami pro-chińskimi (jedną z nich była norweska Komunistyczna Partia Robotnicza), aby wykorzystać je przeciwko krytyce wobec teorii trzech światów, natomiast pro-albańskie partie polityczne były przeciwne tejże teorii; taką postawę prezentowały między innymi komunistyczne partie Ekwadoru, Kolumbii (frakcja marksistowsko-leninowska), Kanady (frakcja marksistowsko-leninowska), Brazylii i Nowej Zelandii . 1 listopada 1977 roku dziennik Renmin Ribao opublikował artykuł pod tytułem Teoria zróżnicowania trzech światów przewodniczącego Mao jest głównym wkładem w marksizm-leninizm (chiń. 毛主席的三个世界划分理论是对马克思列宁主义的重大贡献) w uznaniu, że Chiny nie mogą już całkowicie polegać na pełnomocnikach w obronie swojej polityki zagranicznej przed Albanią. W grudniu 1977 roku Hodża zanotował w swoim dzienniku, że Chiny zawiesiły wysyłanie specjalistów do Albanii, czego powodem miała być nieodpowiednia sytuacja w tym kraju. W tym samym miesiącu jeden z członków Komitetu Centralnego Albańskiej Partii Pracy skrytykował w swoim przemówieniu poglądy Mao Zedonga.
W kwietniu i maju 1978 roku albańskie Ministerstwo Spraw Zagranicznych złożyło oficjalną skargę, że chińscy specjaliści mieli na celu zaszkodzić albańskiej gospodarce, a 7 lipca tegoż roku chińskie Ministerstwo Spraw Zagranicznych poinformowało ambasadę Albanii w Pekinie, że zrywa wszelkie porozumienia o współpracy gospodarczej i wojskowej z tym krajem . 29 lipca władze albańskie odniosły się do chińskiej decyzji, przesyłając list, którego część brzmiała następująco:

Reakcyjny akt wielkiego mocarstwa, akt będący powtórzeniem w treści i formie dzikich i szowinistycznych metod Tity, Chruszczowa i Breżniewa, które również Chiny kiedyś potępiły. Komitet Centralny Albańskiej Partii Pracy i rząd albański odrzucają zawarte w chińskiej notatce próby obwiniania Albanii, bezpodstawnego oskarżania albańskich przywódców o rzekomą niewdzięczność wobec Chin i rzekomą próbę sabotażu gospodarczego i wojskowego współpracy obu krajów. Dla każdego normalnego człowieka jest to niewiarygodne i niedorzeczne, że Albania, mały kraj, który walczy przeciwko imperialistyczno-rewizjonistycznemu okrążeniu i blokadzie, i który podjął szeroko zakrojone i wszechstronne działania na rzecz szybkiego rozwoju gospodarczego i kulturalnego swojego kraju, która niestrudzenie pracuje na rzecz wzmocnienia zdolności obronnych swojej socjalistycznej Ojczyzny, powinna powodować i dążyć do zaprzestania współpracy gospodarczej z Chinami, odmawiać udzielania cywilnych i wojskowych pożyczek oraz pomocy.

W treści zwrócono również uwagę na opóźnienia strony chińskiej w dostarczaniu sprzętu i materiałów dla większości jej projektów gospodarczych w Albanii; stwierdzono również, że prawdziwy powód zaprzestania udzielania pomocy i pożyczek dla Albanii, wbrew temu, co twierdziły władze chińskie, nie był wyłącznie techniczny, a zdecydowanie polityczny. Zakończenie listu brzmiało następująco:

Albania nigdy nikomu się nie podda, będzie do końca wierna marksizmowi-leninizmowi i proletariackiemu internacjonalizmowi. Będzie maszerować ciągle drogą socjalizmu i komunizmu, oświecona nieśmiertelnymi naukami Marksa, Engelsa, Lenina i Stalina. Choć otoczona, socjalistyczna Albania nie jest izolowana, ponieważ cieszy się szacunkiem i miłością światowego proletariatu, miłujących wolność narodów oraz uczciwych mężczyzn i kobiet na całym świecie. Ten szacunek i miłość będą w przyszłości jeszcze większe. Nasza sprawa jest słuszna! Socjalistyczna Albania zatriumfuje!

Po rozłamie chińsko-albańskim, Albania ogłosiła, że jest jedynym na świecie krajem faktycznie budującym społeczeństwo socjalistyczne.